# (3880) Kaiserman
(3880) Kaiserman (1984 WK) – planetoida z pasa głównego asteroid okrążająca Słońce w ciągu 2,72 lat w średniej odległości 1,95 j.a. Odkryli ją Carolyn i Eugene Shoemaker 21 listopada 1984 roku.